# 尤程
尤程（英語：Sugar Yau，1975年3月28日—），前香港女演員，曾為無綫電視旗下合約藝員。曾多次被觀眾誤會為緬甸人，但她澄清她是土生土長的香港人。經常於電視劇中以跑龍套的身份出場，多飾演婢女、丫鬟、二奶等角色。憑籍著《皆大歡喜（古裝版）》的慢手慢腳嘉仁宮侍婢海棠一角以及《皆大歡喜（時裝版）》的張海棠一角才為人所熟悉，引人關注。2005年拍畢《皆大歡喜（時裝版）》後因合約約滿而離開無綫，並從業地產經紀。

## 電視劇（無綫電視）
- 1995年 《真情》飾 石敏、李子浩二奶、Judy
- 1998年 《天地豪情》飾 證人
- 1998年 《廉政行動1998》飾 Rebecca
- 1998年 《外父唔怕做》飾 Karen
- 1998年 《烈火雄心》飾 孕婦
- 1998年 《西游记（贰）》飾 蟒蛇精手下
- 1999年 《反黑先鋒》飾 Miss王
- 1999年 《鑑證實錄II》飾 井依婷（Peggy）
- 1999年 《茶是故鄉濃》飾 茉莉
- 1999年 《非常保鑣》飾 Polly
- 1999年 《刑事偵緝檔案IV》飾 Teresa
- 2000年 《撻出愛火花》飾 亞思
- 2000年 《生命有TAKE2》飾 郭秘書
- 2001年 《陀槍師姐III》飾 Michelle
- 2001年 《酒是故鄉醇》飾 玉春
- 2001年 《FM701》飾 巫馬金金
- 2001年 《美味情緣》飾 Ada Li
- 2001年 《封神榜》飾 書生
- 2001年 《娛樂反斗星》飾 嘉瑩
- 2002年 《皆大歡喜（古裝版）》飾 粗魯三女、海棠
- 2002年 《騎呢大狀》飾 菊
- 2002年 《烈火雄心II》飾 陳太
- 2002年 《彩色世界》飾 Ivy
- 2002年 《無考不成冤家》飾 秦美艷
- 2003年 《金牌冰人》飾 紅
- 2003年 《美麗在望》飾 尤詩詩（Cecilia）
- 2003年 《律政新人王》飾 Bonnie
- 2003年 - 2005年 《皆大歡喜（時裝版）》飾 張海棠（Sugar）
- 2004年 《青出於藍》飾 紅　莉
- 2004年 《歷劫驚濤》飾 浩妹
- 2005年 《我師傅係黃飛鴻》飾 春花
- 2006年 《謎情家族》飾 司徒文鳳
- 2006年 《婚姻乏術》飾 Suki
- 2006年 《點指賊賊賊捉賊》飾 伍浩昌之妻
- 2011年 《駁命老公追老婆》飾 Monica

## 外部連結
1. ↑  .   [2018-01-03]. （原始内容存档于2018-01-03）.
2. ↑  .   [2018-01-03]. （原始内容存档于2018-01-04）.